# Resonate
Resonate (рус. Резонировать) — сольный альбом британского бас-гитариста и вокалиста Гленна Хьюза.
В поддержку альбома следовал тур «Resonate Europe Tour», где были задействованы композиции Deep Purple, Black Country Communion, Hughes/Thrall, Trapeze, а также самого Гленна, включая песни из нового альбома Resonate. Тур проходил по Европе, и Гленн Хьюз вместе с группой посетил такие страны, как Англия, Нидерланды, Испания, Франция, а также многие другие.
В 2017 году была анонсирована вторая часть тура в поддержку альбома, которая получила название «Glenn Hughes plays Classic Deep Purple Live». Исходя из названия, в туре были обыграны классические композиции Deep Purple, участником которой Гленн являлся с 1973 по 1976 год, а также сольный материал артиста.
Слова и музыка всех песен — написаны Гленном Хьюзом.
| №   | Название         | Длительность |
| --- | ---------------- | ------------ |
| 1.  | «Heavy»          | 3:22         |
| 2.  | «My Town»        | 4:07         |
| 3.  | «Flow»           | 4:37         |
| 4.  | «Let It Shine»   | 4:48         |
| 5.  | «Steady»         | 6:33         |
| 6.  | «God of Money»   | 5:05         |
| 7.  | «How Long»       | 5:59         |
| 8.  | «When I Fall»    | 3:56         |
| 9.  | «Landmines»      | 4:25         |
| 10. | «Stumble & Go»   | 3:24         |
| 11. | «Long Time Gone» | 4:36         |

## Позиции в чартах
| Чарт (2016)                                   | Высшая позиция |
| --------------------------------------------- | -------------- |
| Бельгия/Фландрия (Ultratop)                   | 183            |
| Бельгия/Валлония (Ultratop)                   | 147            |
| Германия (Offizielle Top 100)                 | 78             |
| Швейцария (Schweizer Hitparade)               | 69             |
| Великобритания (UK Rock & Metal Albums Chart) | 11             |
| США (Billboard Independent Albums)            | 26             |
| США (Billboard Top Hard Rock Albums)          | 15             |
| США (Billboard Top Rock Albums)               | 40             |